# Торіген
Торіген (нім. Thörigen) — громада  в Швейцарії в кантоні Берн, адміністративний округ Верхнє Ааргау.

## Географія
Громада розташована на відстані близько 33 км на північний схід від Берна.
Торіген має площу 4,6 км², з яких на 11,2% дозволяється будівництво (житлове та будівництво доріг), 52% використовуються в сільськогосподарських цілях, 36,4% зайнято лісами, 0,4% не є продуктивними (річки, льодовики або гори).

## Демографія
2019 року в громаді мешкало 1158 осіб (+13,2% порівняно з 2010 роком), іноземців було 8,9%. Густота населення становила 255 осіб/км².
За віковим діапазоном населення розподілялося таким чином: 21,2% — особи молодші 20 років, 60,6% — особи у віці 20—64 років, 18,1% — особи у віці 65 років та старші. Було 520 помешкань (у середньому 2,2 особи в помешканні).
Із загальної кількості 369 працюючих 52 було зайнятих в первинному секторі, 145 — в обробній промисловості, 172 — в галузі послуг.